# Педерастия
Педерастията (от гр. παῖς или παιδóς – момче; и ἐραστής – горещо любящ, любовник) е вид хомосексуална интимна връзка, при която единият партньор е по-възрастен мъж, а другият – по-млад.
Педерастията представлявала обществена норма в множество древни и средновековни култури (пр. в Древна Гърция, Древен Рим, Япония, Китай, Малайзия), а в някои от тях била и единствената допустима проява на хомосексуалност. В тези общества хомосексуалните отношения между равностойни по възраст и социално положение мъже били осъдителни.